# Hiyo (schip, 1942)
De Hiyo (Japans: 飛鷹, Hiyō) was een Japans vliegdekschip en de naam voor een scheepsklasse. De Hiyo en het zusterschip Junyo werden in 1939 als luxe cruiseschepen in gebruik genomen, bij het begin van de Tweede Wereldoorlog omgevormd tot vliegdekschepen die 1942 afgewerkt waren. Zowel de Hiyo als de Junyo waren nagenoeg constant betrokken bij de gevechten in de Stille Oceaan. De Hiyo werd op 20 juni 1944 tot zinken gebracht door torpedobommenwerpers van het Amerikaans vliegdekschip Belleau Wood tijdens de Slag in de Filipijnenzee.